# Reach for Change
Reach for Change (tidigare Playing for Change) är en ideell stiftelse som söker, väljer ut och stödjer Change Leaders – personer med banbrytande idéer som gör livet bättre för barn.
Stiftelsen, som grundades 2009 av Sara Damber och Investment AB Kinnevik som ett led i företagets samhällsinriktade arbete. Den stödjer socialt entreprenörskap för att förbättra barns och ungdomars situation.
De utvalda sociala entreprenörerna (Change Leaders) ingår i stiftelsens inkubator, där de upp till fem års tid stöds finansiellt och genom rådgivning inom områden som affärsutveckling, marknadsföring, juridik och kommunikation.
Playing for Change lanserades i januari 2010 med en tävling där man sökte ämnen till sociala entreprenörer. 2012 bytte stiftelsen namn till Reach for Change.
Reach for Change har idag (december 2016) verksamheter i arton länder på tre olika kontinenter.